# Viajes Iberia
Viajes Iberia era una agencia de viajes española (posteriormente llamada Vibo-Viajes Iberia By Orizonia) perteneciente a Orizonia, fundada en 1930.  A pesar de su nombre, no pertenecía a Iberia Líneas Aéreas de España (primera aerolínea española) y no tenía ningún tipo de relación corporativa con ella fuera de las típicas de cualquier agencia de viajes en España.
A finales de los años 90 y principios de la década siguiente la compañía pasó de ser una agencia secundaria a convertirse en la 4ª en importancia en el mercado español, sobre todo gracias a su importante expansión tras adquirir la división española de viajes de Tui AG y toda la red de Viajes Quo, entre otros. Contaba con más de 700 oficinas entre España y Portugal.
Era una empresa enfocada al turismo vacacional principalmente, aunque también contaba con un importante departamento de viajes de negocios para organizar congresos o convenciones.
En febrero de 2013, Orizonia cerró todas las agencias de viaje de Vibo Viajes y presentó un ERE el 7 de marzo del mismo año ante la Dirección General de Empleo y Seguridad Social que afectaba a 2347 personas. En abril de 2013 se declaró el concurso de acreedores del grupo Orizonia, solicitado el 19 de marzo por la empresa.